# 1131

## Догађаји
- 21. август – Краљ Балдуин II тешко се разбољева након повратка из Антиохије. Премештен је у резиденцију латинског патријарха близу храма Гроба Господњег, где завештава краљевство својој ћерки Мелисенди, њеном мужу Фулку и њиховом сину, Балдуину. Полаже монашке завете и убрзо након тога умире. Балдуин је сахрањен у Цркви Гроба Господњег у Јерусалиму.
- 14. септембар – Мелисенда наслеђује свог оца Балдуина II на престолу и влада заједно са Фулком, као краљ и краљица Јерусалима. Њихово крунисање, у Цркви Гроба Господњег, прославља се свечаношћу.
- Након битке код Бара у којој је погинуо његов брат Грубеша, српски кнз Градихна бежи у Рашку. Тамо је крунисан за краља Дукље (1131.-1143.).
- Рамон Беренгер III (Велики), гроф Барселоне, умире након 34-годишње владавине. Већину својих каталонских територија оставља свом старијем сину Рамону Беренгеру IV, који наставља борбу против муслимана Алморавида. Његов млађи син Беренгер Рамон наслеђује Провансу (јужну Француску) и владаће као Рамон I (до 1144).
- Витезови темплари појављују се на североистоку Шпаније и добијају привилегије од краља Алфонса I (Борца). Темплари га подржавају да поврати земљу од Алморавида. Алфонсо им даје ослобођење од пореза на петину богатства одузетог од муслимана. Темплари су пронашли своје прво упориште у Арагону.
- 13. октобар – Петнаестогодишњи Филип, најстарији син француског краља Луја VI (Дебелог), погинуо је када се његов коњ спотакнуо о црну свињу која је неочекивано искочила из гомиле балеге на пијаци у Паризу.
- 9. мај – Цистерцитски монаси у долини Вај основали су опатију Тинтерн у Велсу.
- Ремски сабор одржава неколико француских бискупа и много свештенства.

## Смрти
- 21. август — Балдуин II Јерусалимски, јерусалимски краљ

- Добродеја Кијевска

- Жослен I од Куртенеа

- Махмуд II (селџучки султан)

- Омар Хајам

- Рамон Беренгер III

- Санаи
- Стефан II Угарски

- Gaston IV